# Alejandra Ruddoff
Alejandra Marietta Ruddoff Barrionuevo (Santiago de Chile, 13 de julio de 1960) es una escultora chilena.

## Biografía
Ruddoff estudió escultura en la Universidad de Chile, obteniendo una licenciatura en 1985. Más tarde, en 1993, gracias a una beca del Servicio Alemán de Intercambio Académico (DAAD) realizó posgrado en la Academia de Bellas Artes de Múnich. 
Su obra Homage to the Wind (Homenaje al viento) —que, de acuerdo al escritor Raúl Zurita, tiene la facilidad de germinación de un poema y al mismo tiempo la pureza de la mayoría de los monumentos antiguos— fue erigido en el km 82,2 de la ruta 9, que une Punta Arenas con Puerto Natales . En 2003, se organizaron exhibiciones especiales de sus obras tridimensionales, tanto en el Museo Nacional de Bellas Artes de Santiago de Chile, como en el Templo Tai Miao en la Ciudad Prohibida de Pekín. Ruddoff ha estado enseñando en Academias de Arte, desde 2000.
El memorial Un lugar para la memoria, inaugurado en 2008, fue erigido en homenaje a los setenta ejecutados políticos y detenidos desaparecidos en la comuna de Paine durante la dictadura del general Augusto Pinochet. 
La artista ha desarrollado proyectos de gran formato, destinados a ser mostrados en lugares públicos. Uno de ellos fue la construcción artística Paz, Amistad, y Espacio del Tiempo, en 2001, que fue modelado durante el Quinto Simposio Internacional de Escultores, realizado en Changchun, y erigido en su parque temático local de esculturas. Otra de sus esculturas Forward, de 1997, se dio a conocer en Potsdam, en 2002. Durante su estancia en Potsdam, en el Centro de Diseño Volkswagen, en 2006, trabajó en variaciones de los objetos. En 2010, la DAAD le comisionó su escultura Forward II que ahora se muestra delante de su sedeen Bonn. Desde 2009, vive como artista independiente en Berlín.

## Obra
Alejandra Ruddoff es la primera de los interesados en las interconexiones entre tiempo, espacio, materia, y las leyes del movimiento. Sus obras se inspiran en fuentes de energía y la fuerza motriz del mundo mecanizado de la naturaleza. La característica de su obra es una expresión estética pictórica, abstracta pero sensual que combina las formas naturales y mecánicas.

## Galería

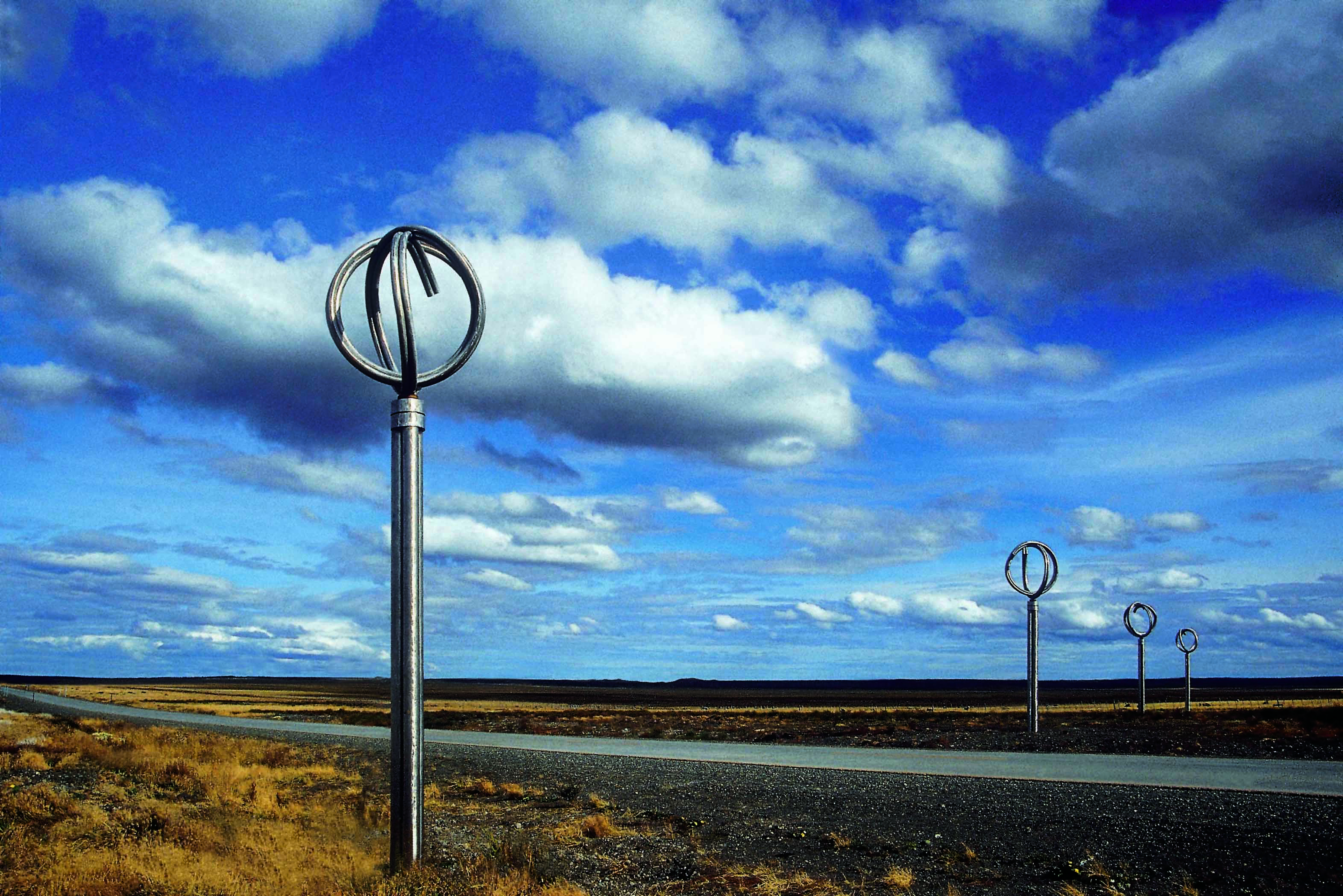
2000 Hommage an den Wind, 9 x 2,5 x 118 m, Rostfreier Stahl, Km 82,28 de la ruta 9, Punta Arenas - Puerto Natales,Chile
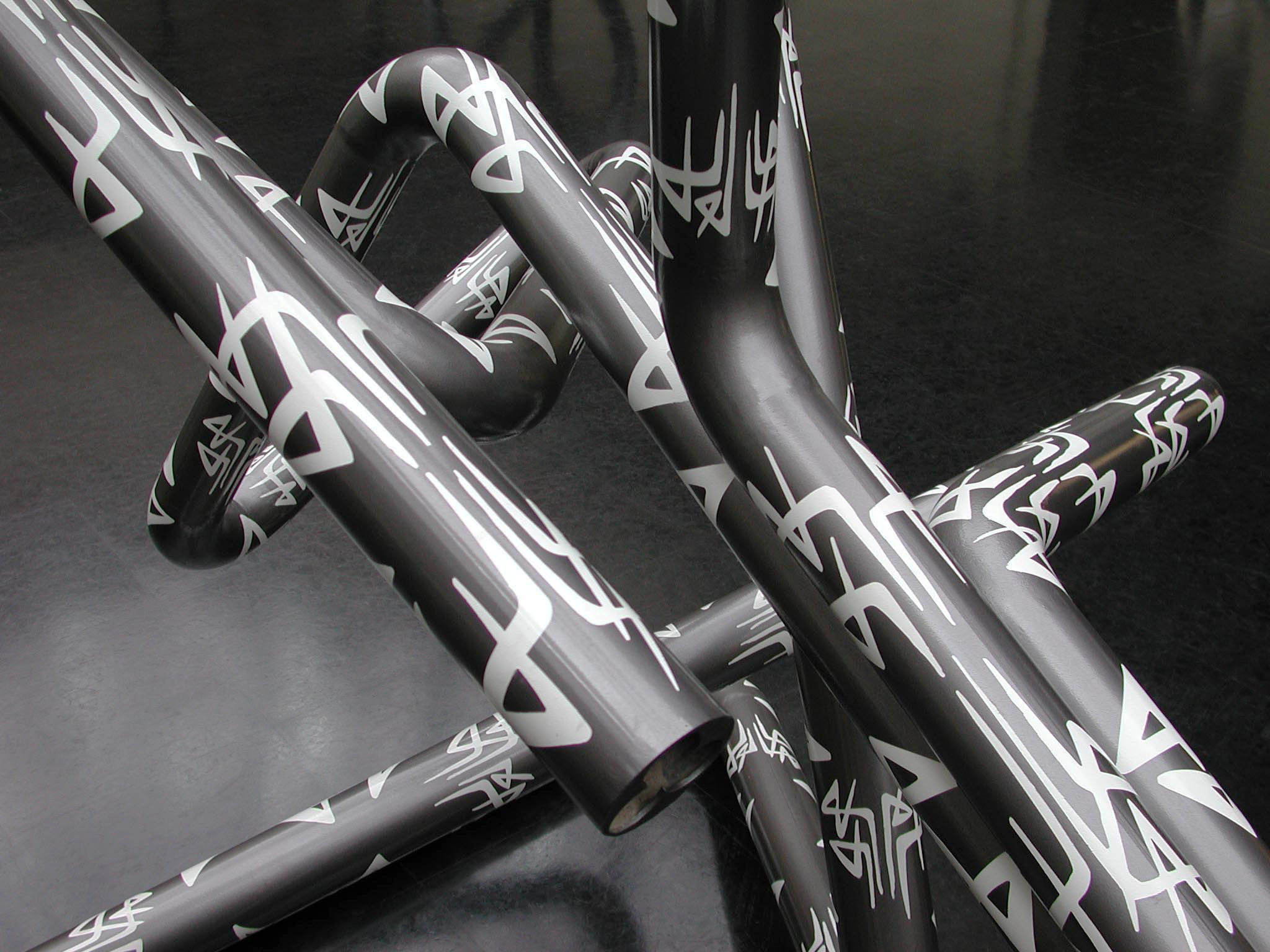
2001 Konstellation in grau, 190 x 410 x 190 cm, Bemaltes Eisen
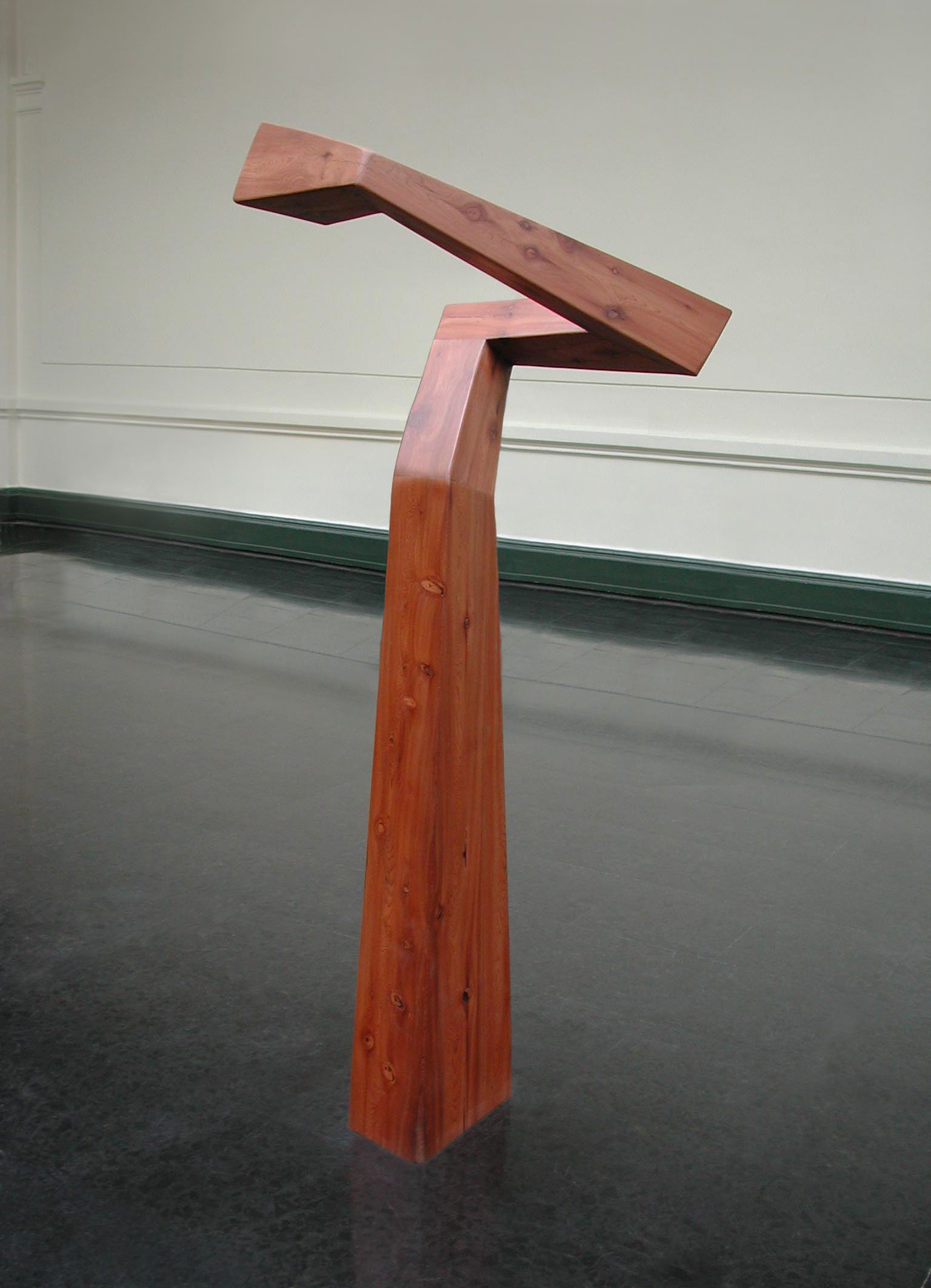
2001 Plicatura II Alerce, 184 x 71 x 67 cm, Sammlung Museo Nacional de Bellas Artes
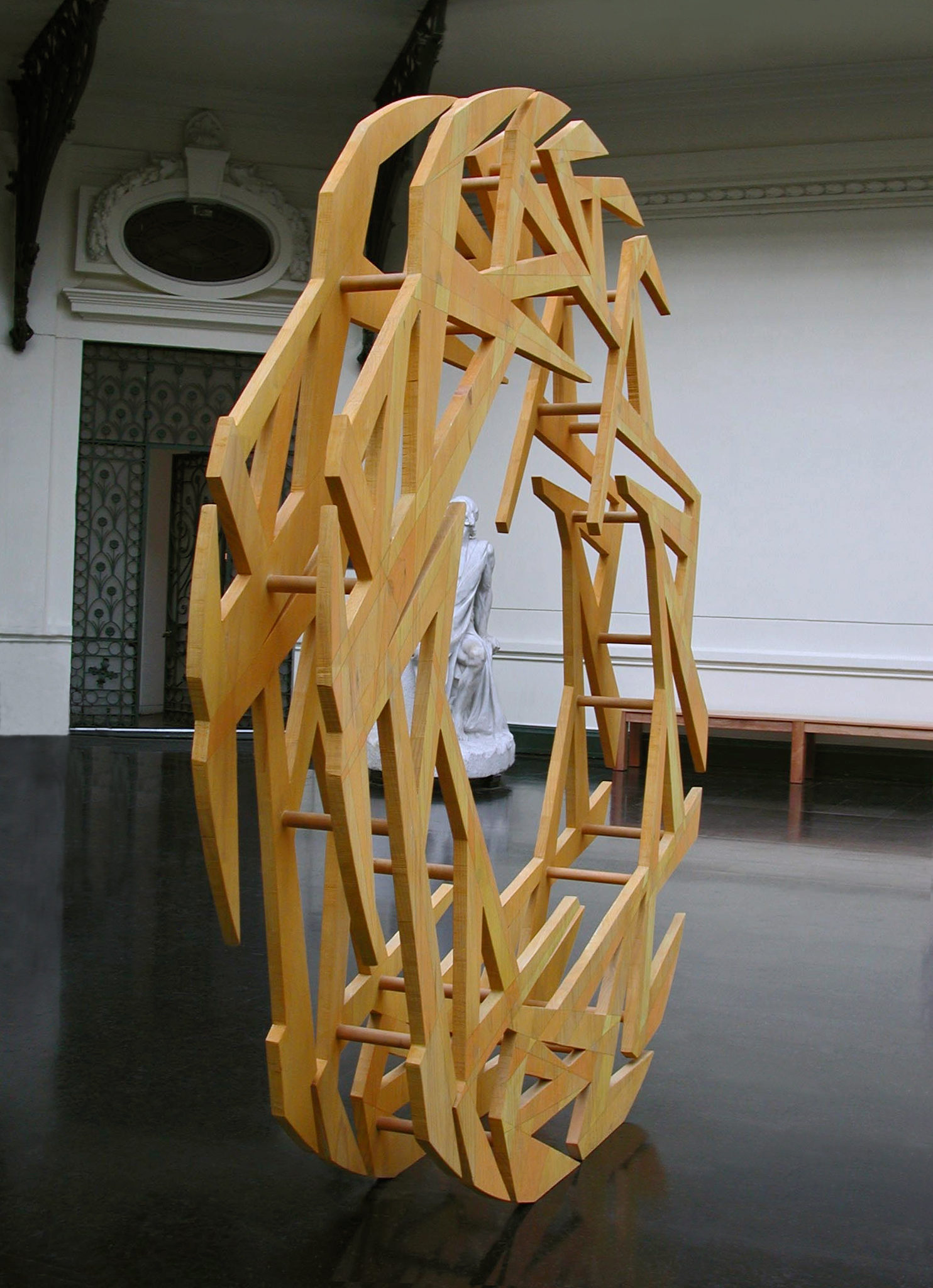
2003 Ursprüngliche Inschrift, 246 x 230 x 30 cm, Finger-Kiefer
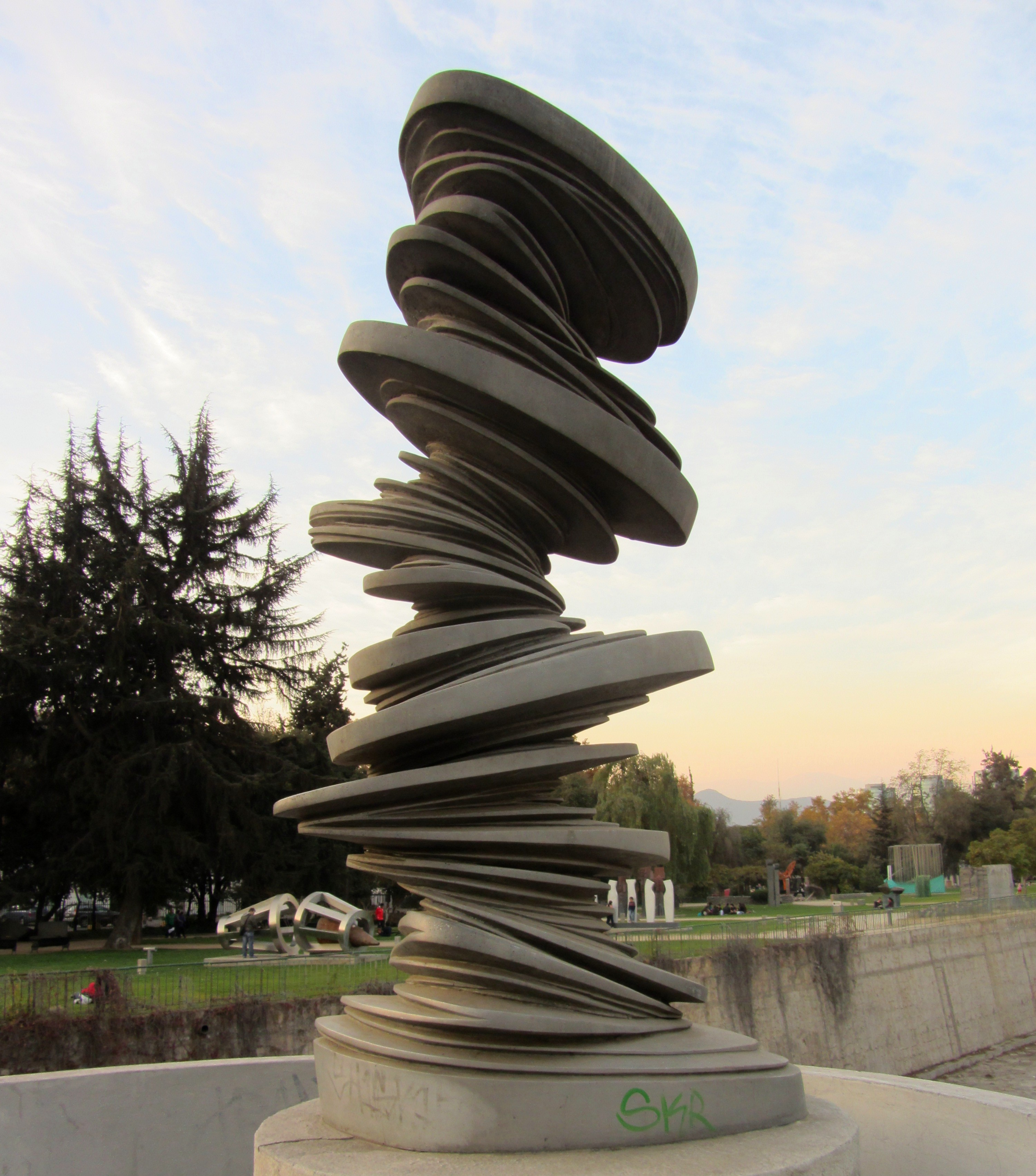
Diacronía, aluminio fundido, 1,20 x 2,20 x 1,20 m
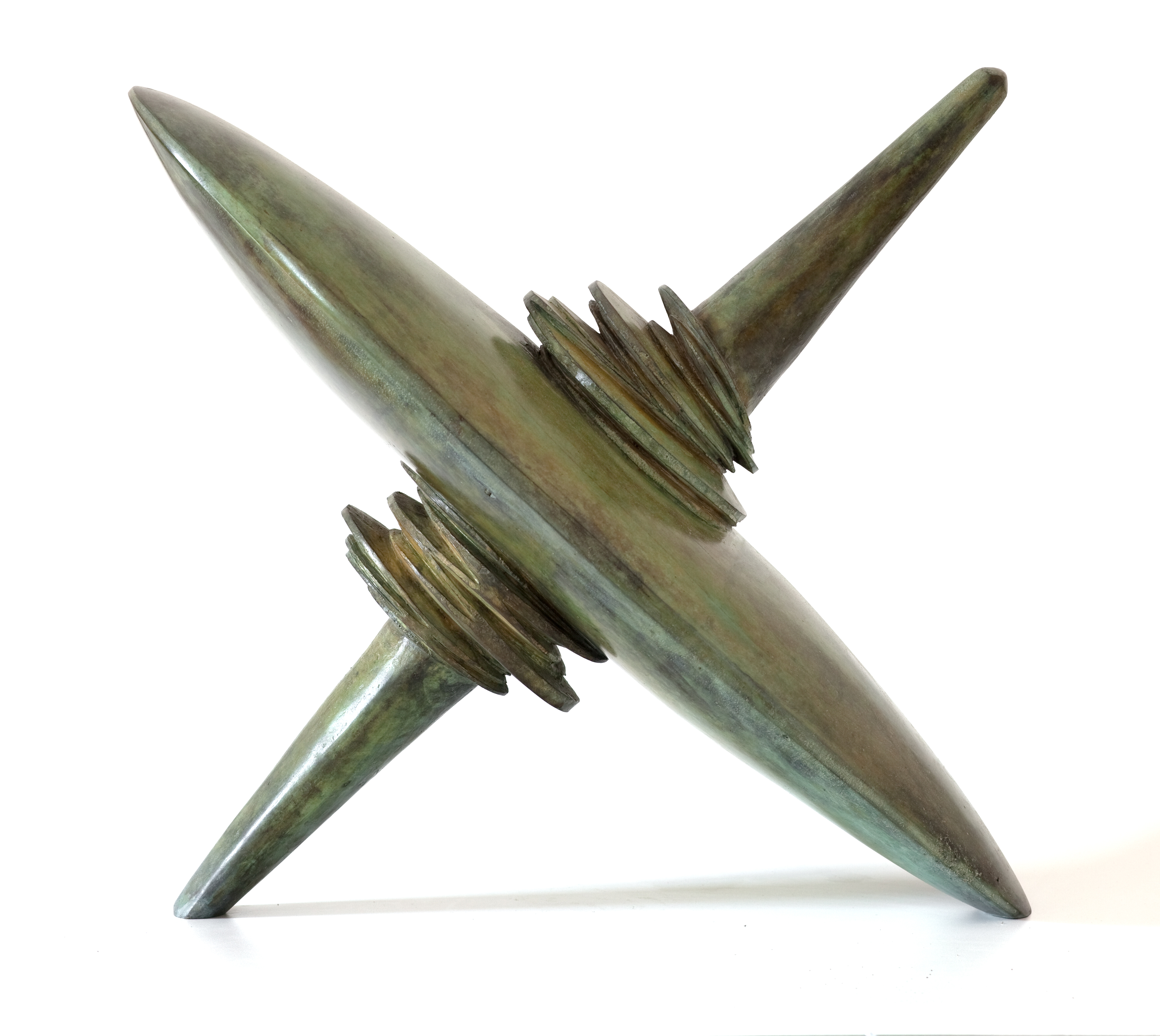
2006 Das Gleichgewicht, 55 x 53 x 37 cm, bronce
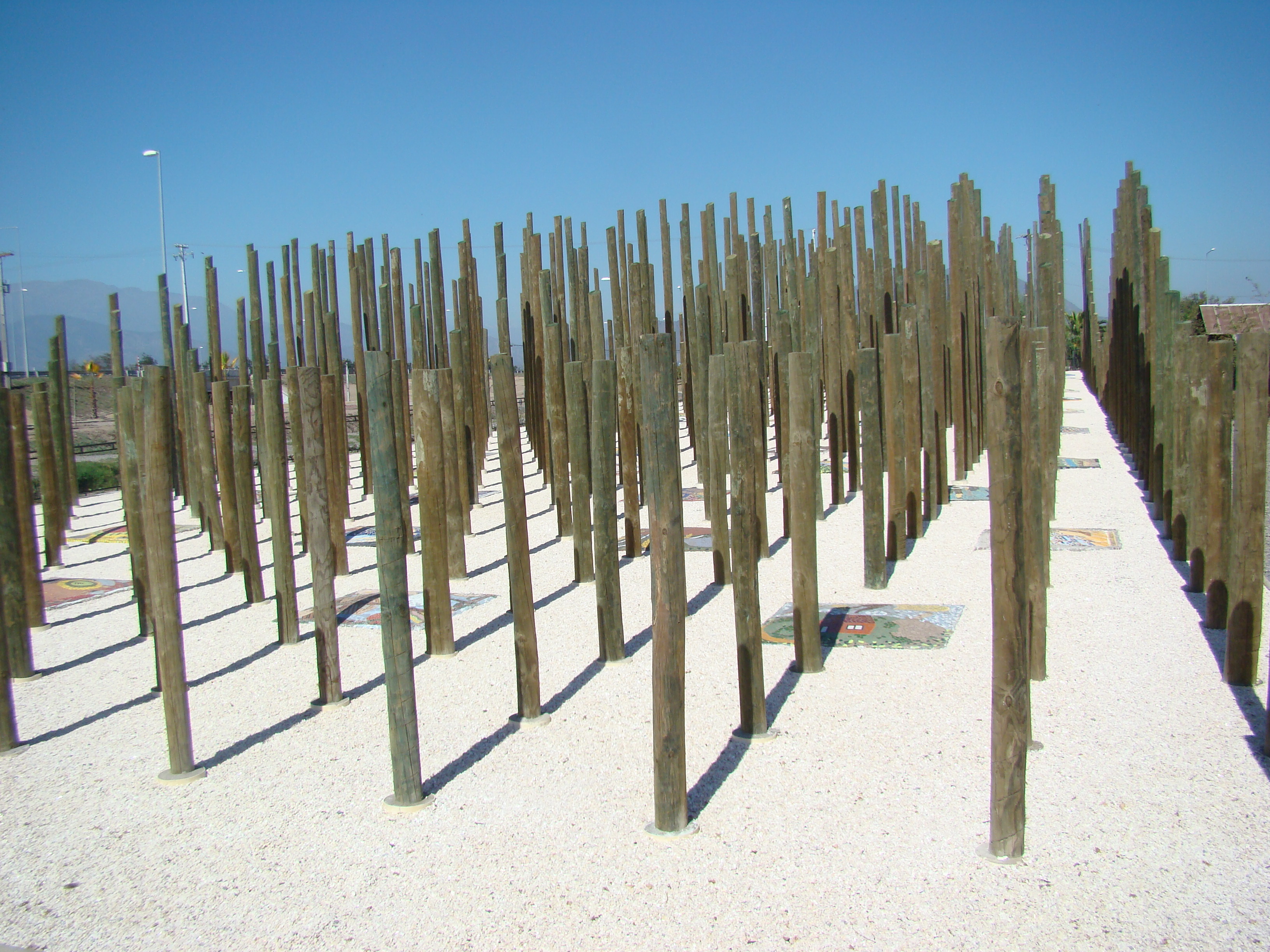
Un lugar para la memoria
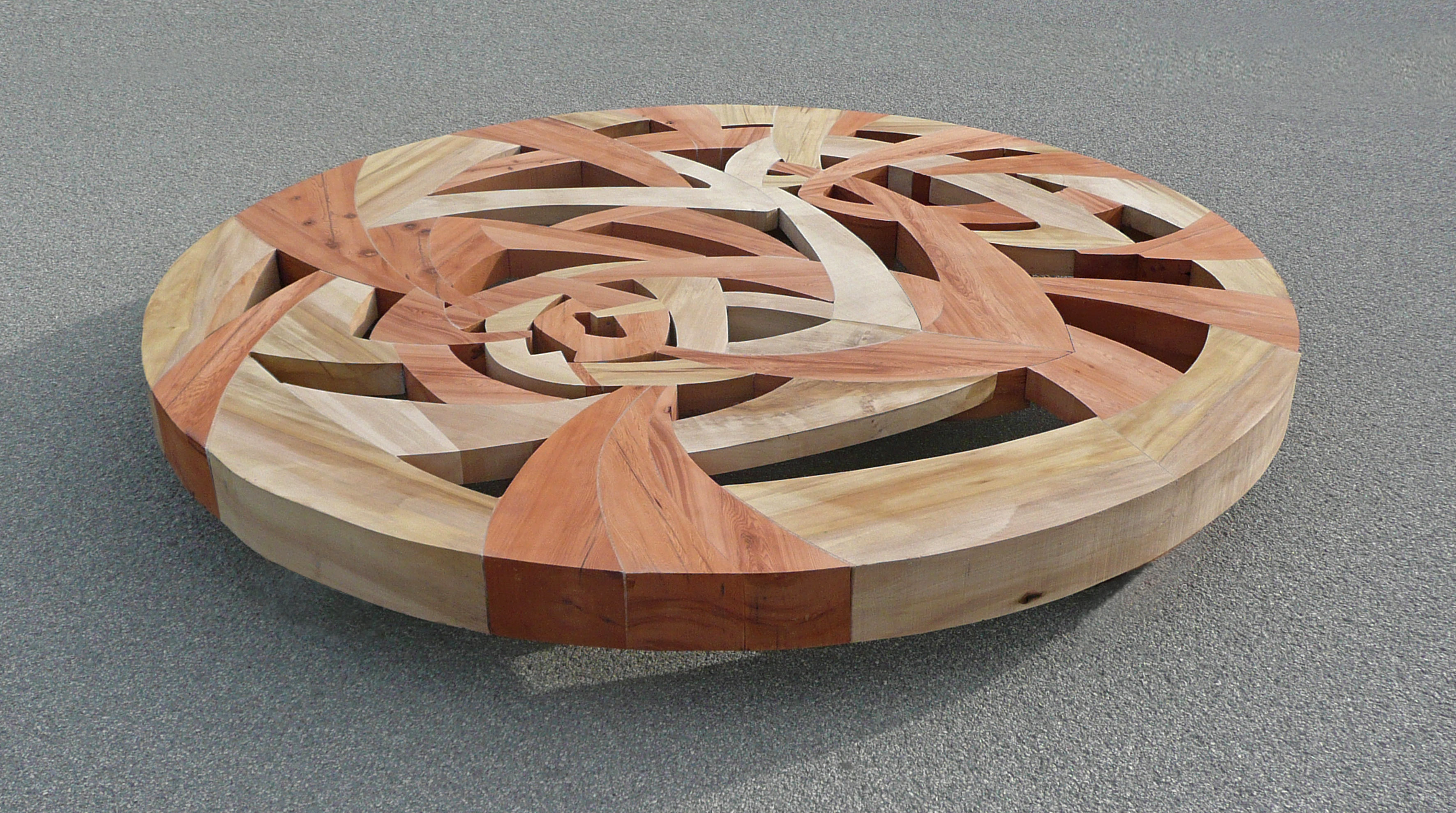
2009 Transkription einer Leere, 210 x 210 x 13 cm, madera de alerce y laurel, Sammlung Sparkasse Wuppertal
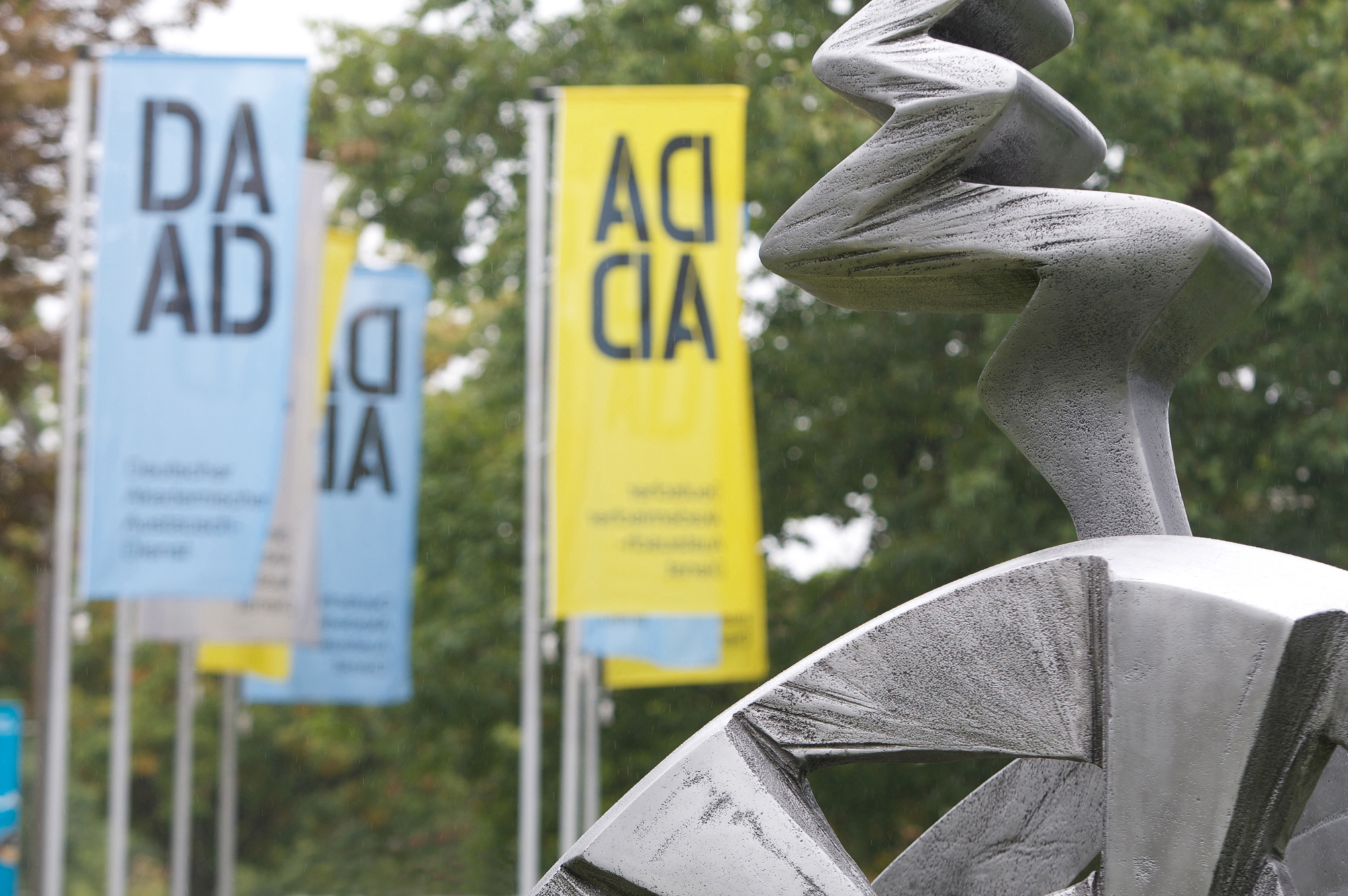
2010 Nach Vorn II, 360 x 240 x 240 cm, aluminio, edificio principal del DAAD, en Bonn
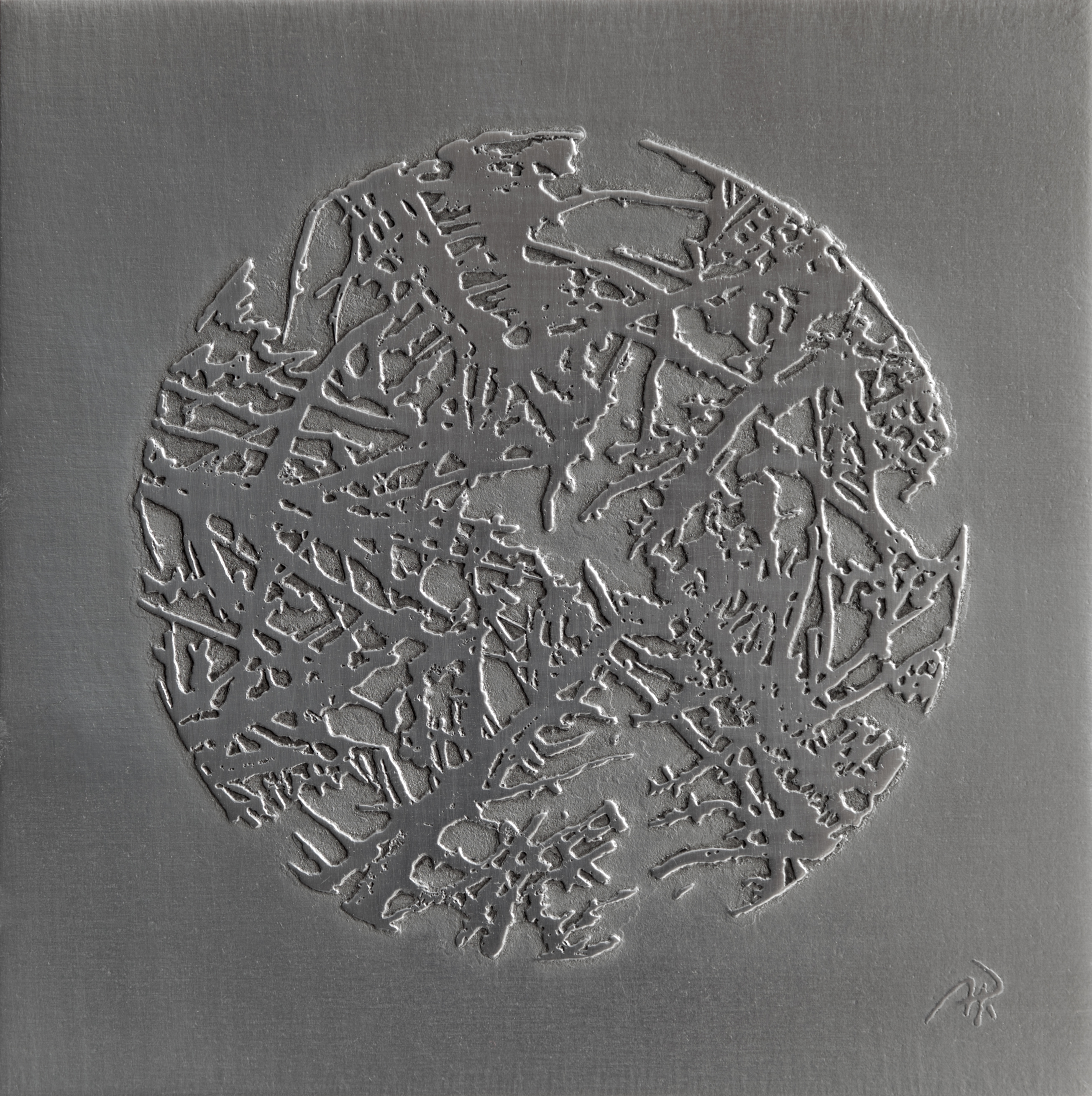
2011 Verbindung IV, 19 x 19 cm, hoja de zinc

## Algunas exhibiciones
| 2009 | Nach Vorn Skulptur & Skizze | Altes Rathaus – Potsdam Forum | Potsdam           |
| 2008 | Am Saum einer Spiegelung    | Centro Heidelberg Latinoamérica (enlace roto disponible en Internet Archive; véase el historial, la primera versión y la última). | Santiago de Chile |
| 2003 | Wegen in Bewegung           | Museo Nacional de Bellas Artes | Santiago de Chile |

## Obras en colecciones públicas
| # | # | #                                                                                   |
| --- | --- | ----------------------------------------------------------------------------------- |
| - MNBA Museo Nacional de Bellas Artes, Santiago - MAVI Museo de Artes Visuales, Santiago - Parque de las Esculturas, Santiago - Diario El Mercurio, Santiago | - Chilenische Botschaft, Berlín - DAAD, Bonn - Sparkasse Wuppertal, Wuppertal - Stadt Naumburg, Skulptur im öffentlichen Raum, Naumburg - Stadt Potsdam, Skulptur im öffentlichen Raum, Potsdam | - Changchun World Sculpture Park, Changchun - Museum of Contemporary Art, Changchun |

## Algunas publicaciones

### Libros
- Alejandra Ruddoff. Nach Vorn Skulptur & Skizze. Eds. Luisa Frigolett, Santiago, 2009
- Alejandra Ruddoff. Arte en Chile. Eds. Ezio Mosciatti, Santiago, 2000

## Reconocimientos
- 2000: galardonada con el Primer Premio del Ministerio de Obras Públicas de Chile
- 2003: Primer Premio MOP, Memorial de Paine, trabajo conjunto con Iglesis-Prat Arquitectos, Ministerio de Obras Públicas, Paine, Chile
- 2003: Primer Premio Dirección de Arquitectura MOP, Comisión Nemesio Antúnez, Santiago de Chile
- 2003: Primer Premio Concurso Privado de Esculturas Puentes
- 2004: DAAD, Estudio Proyecto Servicio Intercambio Académico Alemán, Bonn, Alemania
- 2005: Distinción, Trayectoria de Artistas Destacadas, Galería La Sala, Santiago de Chile
- 2006: Volkswagen Design Center Potsdam, Proyecto Nach Vorn, Potsdam, Alemania
- 2007: Primer Premio Intervención Artística MOP para Memorial en Paine, Provincia del Maipo, Chile
- 2007: DAAD, Segundo estudio Proyecto Servicio Intercambio Académico Alemán, Bonn, Alemania
- 2008: Stiftung Dr. Robert und Lina Thyll-Dürr, Estadía de trabajo, Isola d'Elba, Italia
- 2009: DAAD, Proyecto Exposición Altes Rathaus - Potsdam Forum, Potsdam, Alemania.
- 2010: DAAD, Producción de obra, Berlín, Alemania